# برنارد هاپکینز (بسکتبال)
برنارد هاپکینز (انگلیسی: Bernard Hopkins؛ زادهٔ ۱۳ ژانویهٔ ۱۹۷۳) بازیکن بسکتبال اهل ایالات متحده آمریکا است.
از باشگاه‌هایی که در آن بازی کرده‌است می‌توان به باشگاه بسکتبال والنسیا اشاره کرد.